# Yuornis
Yuornis is een geslacht van uitgestorven vogels uit het Laat-Krijt van het huidige China, behorende tot de Enantiornithes. De enige benoemde soort is Yuornis junchangi.

## Vondst en naamgeving
In 2011 meldde Lü Junchang de vondst van een nieuwe vogel uit centraal China.
In 2021 werd de typesoort Yuornis junchangi benoemd en beschreven door Li Xu, Éric Buffetaut, Jingmai Kathleen O’Connor, Zhang Xingliao, Jia Songhai, Zhang Jiming, Chang Huali en Tong Haiyan. De geslachtsnaam verbindt een verwijzing naar Henan, 豫, waarvan de afkorting in het pinyin Yù luidt, met het Grieks ornis, "vogel". De soortaanduiding eert Lü Junchang die in 2018 overleden was.
Het holotype L08-7-3 is in de provincie Henan gevonden in een laag van de Qiupaformatie die dateert uit het Maastrichtien. Het bestaat uit een vrij compleet skelet met schedel en onderkaken. Terwijl China veel uitstekend gepreserveerde vogelfossielen heeft opgeleverd uit het Vroeg-Krijt, zijn zulke vondsten uit het Laat-Krijt zeer uitzonderlijk. Het bekken ontbreekt grotendeels op een stuk darmbeen na.

## Beschrijving
Yuornis heeft een spanwijdte van ruwweg zestig centimeter. De schedel heeft een lengte van tweeënzestig millimeter.
Yuornis toont een convergente evolutie met de Neornithes die tot 2021 nog niet van de Enantiornithes bekend was: de fenestra antorbitalis vloeit met de oogkas samen en het postorbitale is geheel gereduceerd zodat één groot zijvenster, inclusief bovenste slaapvenster, ontstaat in de achterste zijkant van de schedel. Daarnaast zijn er andere onderscheidende kenmerken. Het quadratojugale heeft een haakvormig uitsteeksel dat zich om de buitenste kaakgewrichtsknobbel van het quadratum wikkelt. De processus acromialis van het schouderblad heeft een smal voetstuk met een trog op de buitenzijde. De deltopectorale kam beslaat meer dan een derde van het opperarmbeen en is gescheiden van de bovenste bult.
Yuornis verschilt van bijna alle andere bekende vogels uit het Laat-Krijt door het bezit van een opperarmbeen met een lange en smalle deltopectorale kam. De kam beslaat een derde van de schachtlengte. Het opperarmbeen lijkt wel op die van de Franse Martinavis uit het Laat-Krijt, diens holotype ACAP-M 1957, maar heeft geen goed ontwikkelde bult voor de pees van de buigende spieren. Yuornis heeft net als Gobipteryx tandeloze kaken maar verschilt ervan door een lagere kop en een beter ontwikkelde opgaande tak van het bovenkaaksbeen. Andere verschillen zijn dat de neusgaten in verhouding smaller zijn; en een langere en smallere snuit.

## Fylogenie
Yuornis werd in 2021 in de Enantiornithes geplaatst als zustersoort van Gobipteryx. De beschrijvers waarschuwden echter dat dit resultaat veroorzaakt werd door het gedeelde kenmerk van de tandeloze kaken. Aangezien de Enantiornithes van het Laat-Krijt slecht bekend zijn, is het waarschijnlijk dat toekomstige vondsten een andere stamboom zullen opleveren.
In 2024 werd Navaornis benoemd, die ook tandeloos is en uit het Laat-Krijt komt. Dit geslacht wordt in dezelfde groep geplaatst als Yuornis en Gobipteryx.